# Damir Kreilach
Damir Kreilach (Vukovar, 16. travnja 1989.) hrvatski je nogometaš koji igra na poziciji veznog igrača. Trenutačno igra za Rijeku.

## Klupska karijera
Damir Kreilach došao je iz Vukovara i sa 6 godina počeo je trenirati nogomet u NK Opatiji, 2000. godine počeo je u mlađim uzrastima HNK Rijeke a 2008. godine zaigrao je za seniorski sastav te u travnju iste godine potpisao četverogodišnji ugovor. Za HNK Rijeku nastupao je do pred kraj svibnja 2013. godine kada je potpisao trogodišnji ugovor s njemačkim drugoligašem Union Berlinom. Damir je nakon samo godine dana u Union Berlinu proglašen kapetanom u sezoni 2014./15. U svibnju 2015. godine potpisao je novi ugovor s Union Berlinom te je produljio boravak u Berlinu do 2019. godine.
Dana 7. veljače 2018. godine potpisao je ugovor s američkim klubom Real Salt Lakeom članom Major League Soccer (MLS), za koji je igrao do 2023. godine. Nakon toga prešao je u Vancouver Whitecaps gdje je igrao 18 mjeseci, do srpnja 2025. godine.

## Reprezentativna karijera
Za hrvatsku nogometnu reprezentaciju do 21 godine odigrao je 4 utakmice a odigrao je i 4 utakmice za hrvatsku nogometnu reprezentaciju do 19 godina. Svoj prvijenac za reprezentaciju do 21 godine postigao je 11. kolovoza 2010. godine u pobjedi nad Norveškom od 4:1, u kvalifikacijima za Europsko prvenstvo 2011. godine.

## Klupske statistike
Ažurirano 14. rujna 2019.
| Klub               | Sezona            | Liga              | Liga    | Liga    | Kup     | Kup     | Europa  | Europa  | Ukupno  | Ukupno  |
| Klub               | Sezona            | Razred            | Nastupi | Pogodci | Nastupi | Pogodci | Nastupi | Pogodci | Nastupi | Pogodci |
| ------------------ | ----------------- | ----------------- | ------- | ------- | ------- | ------- | ------- | ------- | ------- | ------- |
| HNK Rijeka         | 2007./08.         | 1. HNL            | 5       | 0       | –       | –       | –       | –       | 5       | 0       |
| HNK Rijeka         | 2008./09.         | 1. HNL            | 13      | 1       | 1       | 0       | 2       | 0       | 16      | 1       |
| HNK Rijeka         | 2009./10.         | 1. HNL            | 25      | 2       | 2       | 0       | 3       | 0       | 30      | 2       |
| HNK Rijeka         | 2010./11.         | 1. HNL            | 28      | 2       | 3       | 0       | –       | –       | 31      | 2       |
| HNK Rijeka         | 2011./12.         | 1. HNL            | 27      | 9       | 4       | 0       | –       | –       | 31      | 9       |
| HNK Rijeka         | 2012./13.         | 1. HNL            | 30      | 5       | 1       | 0       | –       | –       | 31      | 5       |
| HNK Rijeka         | Ukupno            | Ukupno            | 128     | 19      | 11      | 0       | 5       | 0       | 144     | 19      |
| 1. FC Union Berlin | 2013./14.         | 2. Bundesliga     | 32      | 3       | 3       | 0       | –       | –       | 35      | 3       |
| 1. FC Union Berlin | 2014./15.         | 2. Bundesliga     | 33      | 7       | 1       | 0       | –       | –       | 34      | 7       |
| 1. FC Union Berlin | 2015./16.         | 2. Bundesliga     | 32      | 12      | 1       | 0       | –       | –       | 33      | 12      |
| 1. FC Union Berlin | 2016./17.         | 2. Bundesliga     | 33      | 9       | 1       | 0       | –       | –       | 34      | 9       |
| 1. FC Union Berlin | 2017./18.         | 2. Bundesliga     | 19      | 2       | 2       | 0       | –       | –       | 21      | 2       |
| 1. FC Union Berlin | Ukupno            | Ukupno            | 149     | 33      | 8       | 0       | 0       | 0       | 157     | 33      |
| Real Salt Lake     | 2018.             | MLS               | 36      | 15      | 0       | 0       | –       | –       | 36      | 15      |
| Real Salt Lake     | 2019.             | MLS               | 27      | 5       | 1       | 0       | –       | –       | 28      | 5       |
| Real Salt Lake     | Ukupno            | Ukupno            | 63      | 20      | 1       | 0       | 0       | 0       | 64      | 20      |
| Ukupno u karijeri  | Ukupno u karijeri | Ukupno u karijeri | 340     | 72      | 20      | 0       | 5       | 0       | 365     | 72      |

## Vanjske poveznice
- Damir Kreilach na Sportnet-u  Arhivirana inačica izvorne stranice od 6. kolovoza 2017. (Wayback Machine)
- Damir Kreilach, Hrvatski nogometni savez
- Damir Kreilach na Weltfussball.de (njem.)
- Damir Kreilach na soccerway.com (engl.)